# Ayer (condado de Middlesex)
Ayer es un lugar designado por el censo ubicado en el condado de Middlesex en el estado estadounidense de Massachusetts. En el Censo de 2010 tenía una población de 2.868 habitantes y una densidad poblacional de 797,22 personas por km².

## Geografía
Ayer se encuentra ubicado en las coordenadas 42°33′44″N 71°35′5″O / 42.56222, -71.58472. Según la Oficina del Censo de los Estados Unidos, Ayer tiene una superficie total de 3.6 km², de la cual 3.43 km² corresponden a tierra firme y (4.54%) 0.16 km² es agua.

## Demografía
Según el censo de 2010, había 2.868 personas residiendo en Ayer. La densidad de población era de 797,22 hab./km². De los 2.868 habitantes, Ayer estaba compuesto por el 86.61% blancos, el 4.53% eran afroamericanos, el 0.49% eran amerindios, el 2.55% eran asiáticos, el 0.31% eran isleños del Pacífico, el 2.02% eran de otras razas y el 3.49% pertenecían a dos o más razas. Del total de la población el 6.69% eran hispanos o latinos de cualquier raza.